# Marion (Königreich)

Grabkammer in Marion, ca. 1930

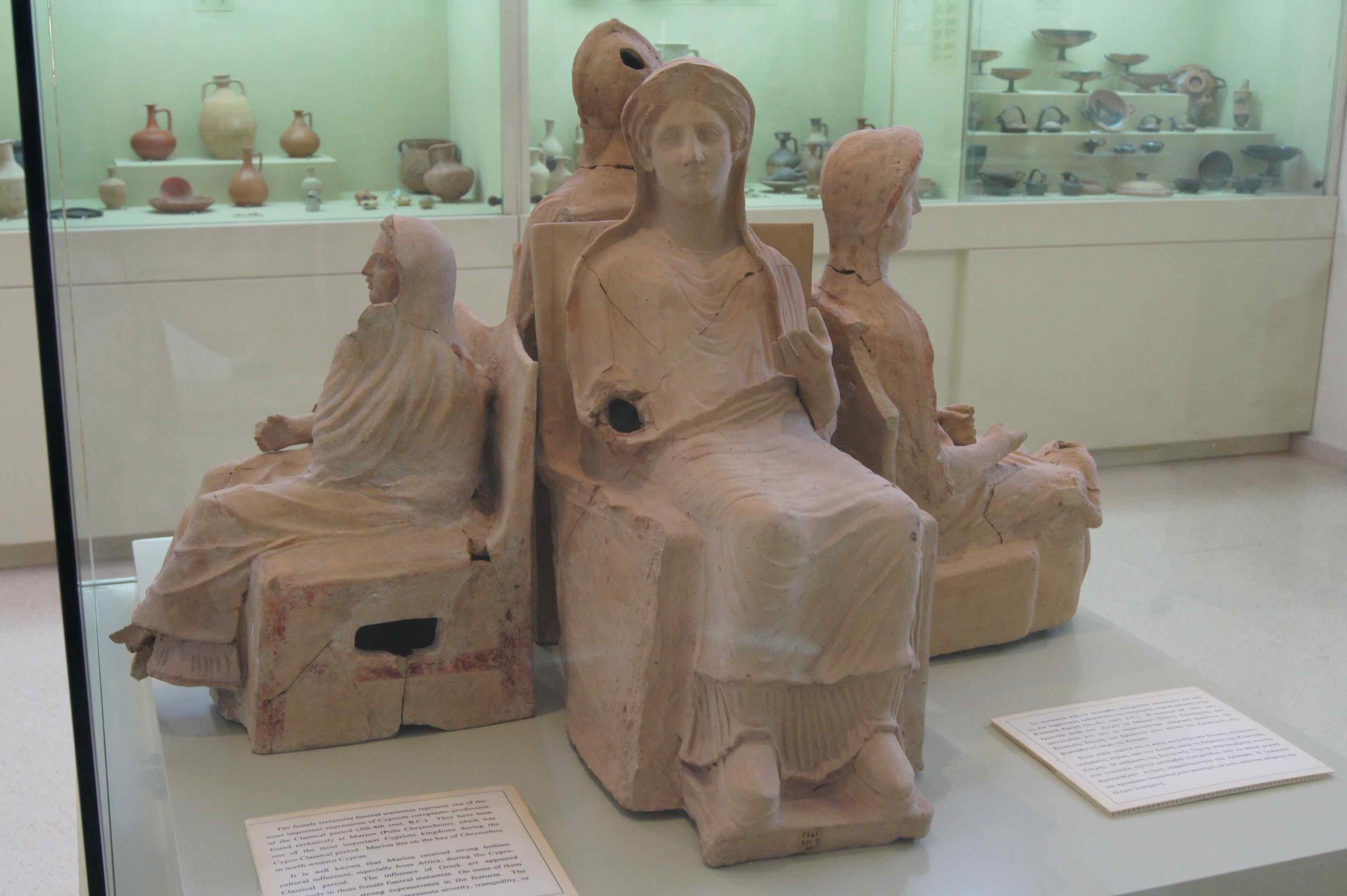
Terracotta-Grabschmuck im Marion-Museum, Polis

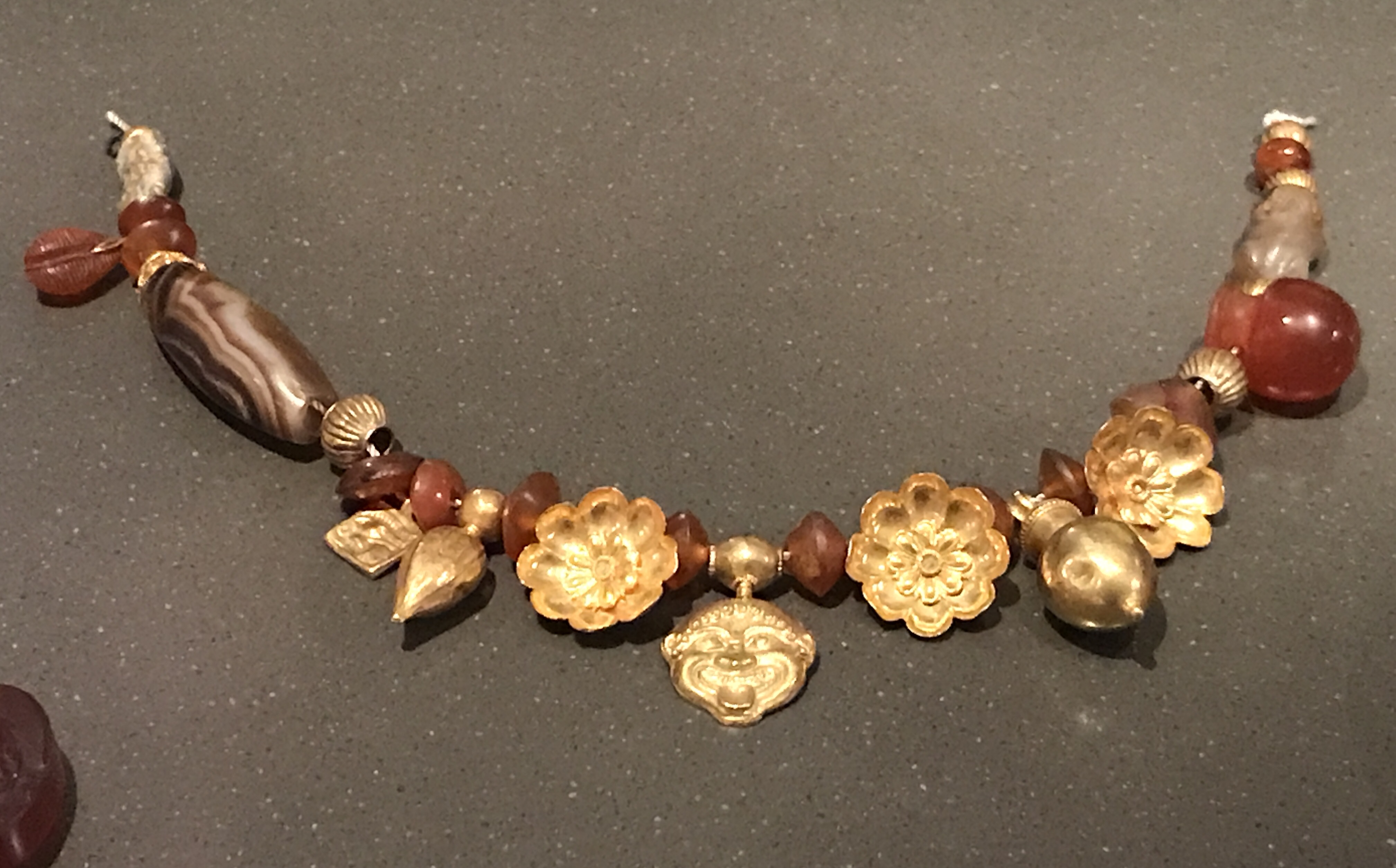
Eisenzeitlicher Schmuck aus Marion (ca. 5. Jhd. v. Chr.)

Ausgrabungen in den 1930er Jahren

Marion war ein eisenzeitliches Stadtkönigtum im Nordwesten der Mittelmeerinsel Zypern.

## Lage
Der älteste Beleg seiner Existenz sind Münzen, die auch einen König erwähnen. Die Gleichsetzung mit  Pu-su-su, das auf dem Prisma des assyrischen Königs Assurhaddon als Königreich von Iadnata erwähnt wird, ist nicht unumstritten. Die Lage der Hauptstadt dieses Reiches ist ebenfalls nicht mit letzter Sicherheit geklärt. Nach Skylax lag es zwischen Soli und Amathous, nach dem Stadiasmos Maris Magni am westlichen Ende der Insel nahe der Halbinsel Akamas. Die Stadt könnte also bei Pomos oder bei Ayias Kononas gelegen haben. Die meisten Forscher setzen es mit einer antiken Siedlung in der Nähe von Polis Chrysochous an der Bucht von Chrysochous im Nordwesten der Insel gleich. Seit 1983 führt die Princeton University hier, wie auch im nahegelegenen Arsinoë Ausgrabungen durch, es wurden aber bisher weder Inschriften gefunden, die den Platz eindeutig als Marion identifizieren, noch Münzen von Marion.
Das Gebiet von Khrysokhou (Peristerona, Pelethousa) gehörte bis zum 6. Jahrhundert vermutlich zu Amathous.

## Grabungen bei Polis Chrysochous
Die Siedlung bei Polis Chrysochous geht mindestens bis ins Chalkolithikum zurück. Die ersten Architekturreste stammen aus der Zeit um 1.000 v. Chr. Die archaische Stadt war von einer massiven Stadtmauer umgeben. Es wurden unter anderem mehrere Tempel aufgedeckt, einer enthielt die  Überreste einer kolossalen archaischen Terrakottastatue, die ursprünglich ca. 3 m hoch war. Griechisch ist seit dem 4. Jh. belegt.
Das Gräberfeld wurde bereits 1870 entdeckt. Es lieferte vor allem attische Keramik und wurde vom 6. bis zum 4. Jahrhundert genutzt.

## Geschichte
Marion wurde 312 v. Chr. durch Ptolemaios I. Sotêr (304–282 v. Chr.)  zerstört, da König Stasioikos II. sich auf die Seite seines Rivalen Antigonos gestellt hatte (Diodor 19, 79).

## Könige von Marion
- Doxandros
- Sasmas, Sohn des Doxandros. Einige seiner Münzen tragen neben seinem Namen in Silbenschrift die phönizischen Buchstaben ML, ca. 470-460.
- Stasioikos I., Münzinschriften in Silbenschrift
- Timocharis, Münzinschriften in Silbenschrift
- Stasioikos II. (330–312 v. Chr.), letzter König von Marion, Münzen mit Inschriften in beiden Schriftsystemen, Silbenschrift und phönizische Schrift.

Die Reihenfolge und Regierungszeit der Herrscher ist nicht gesichert.
Doxandros und Sasmas wurden angeblich nach 499/408 durch die Perser eingesetzt, Kimion brachte 451/450 Stasioikos I. und Timocharis auf den Thron. Wie Franz Georg Maier herausstellt, beruht die Annahme der Medophilie von Sasmas auf seinem phönizischen Namen, und darauf wieder seine Einordnung in die Zeit nach dem ionischen Aufstand.